# Исајија (Јаши)
Исајија (рум. Isaiia) насеље је у Румунији у округу Јаши у општини Радуканени. Oпштина се налази на надморској висини од 62 m.

## Становништво
Према подацима из 2002. године у насељу је живело 352 становника, од којих су сви румунске националности.